# Світязька сільська рада
Сві́тязька сільська́ ра́да — адміністративно-територіальна одиниця та орган місцевого самоврядування в Шацькому районі Волинської області. Адміністративний центр — село Світязь.

## Загальні відомості
- Територія ради: 2,844 км²
- Населення ради: 2561 особа (станом на 2001 рік)
- Водоймища на території, підпорядкованій даній раді: озеро Світязь, Линовець

## Населені пункти
Сільській раді підпорядковані населені пункти:
- с. Світязь
- с. Омельне
- с. Підманове

## Населення
Згідно з переписом УРСР 1989 року чисельність наявного населення сільської ради становила 2452 особи, з яких 1177 чоловіків та 1275 жінок.
За переписом населення України 2001 року в сільській раді мешкало 2539 осіб.

### Мова
Розподіл населення за рідною мовою за даними перепису 2001 року:
| Мова       | Відсоток |
| ---------- | -------- |
| українська | 99,10 %  |
| російська  | 0,78 %   |
| білоруська | 0,08 %   |
| молдовська | 0,04 %   |

## Склад ради
Рада складається з 14 депутатів та голови.
- Голова ради: Цвид Микола Васильович
- Секретар ради: Мельнічук Світлана Василівна

### Керівний склад попередніх скликань
| Прізвище, ім'я, по батькові | Основні відомості                                                                                               | Дата обрання | Дата звільнення |
| --------------------------- | --- | ------------ | --------------- |
| Цвид Микола Васильович      | Сільський голова, 1960 року народження, освіта вища, член Всеукраїнського об'єднання «Батьківщина»              | 26.03.2006   | 31.10.2010      |
| Цвид Микола Васильович      | Сільський голова, 1960 року народження, освіта вища, член Всеукраїнського об'єднання «Батьківщина»              | 31.10.2010   | 25.10.2015      |
| Цвид Микола Васильович      | Сільський голова, 1960 року народження, освіта вища, безпартійний, від Всеукраїнського об'єднання «Батьківщина» | 25.10.2015   |                 |

Примітка: таблиця складена за даними сайту Верховної Ради України та ЦВК

### Депутати VII скликання
За результатами місцевих виборів 2015 року депутатами ради стали:

#### За суб'єктами висування
| Суб'єкт висування                                          | Кількість обраних депутатів | %     |
| ---------------------------------------------------------- | --------------------------- | ----- |
| Самовисування                                              | 9                           | 64.29 |
| Політична партія Всеукраїнське об'єднання «Батьківщина»    | 3                           | 21.43 |
| Партія Блок Петра Порошенка «Солідарність»                 | 1                           | 7.14  |
| Політична партія «Українське Об'єднання патріотів — УКРОП» | 1                           | 7.14  |

### Депутати VI скликання
За результатами місцевих виборів 2010 року депутатами ради стали:
- Кількість мандатів: 18

#### За суб'єктами висування
| Суб'єкт висування                                       | Кількість обраних депутатів | %    |
| ------------------------------------------------------- | --------------------------- | ---- |
| Самовисування                                           | 15                          | 83,3 |
| Всеукраїнська партія Народної Довіри                    | 1                           | 5,6  |
| Народна партія                                          | 1                           | 5,6  |
| Політична партія Всеукраїнське об'єднання «Батьківщина» | 1                           | 5,6  |